# دهستان حومه کرند
حومه کرند، دهستانی است از توابع بخش مرکزی شهرستان دالاهو در استان کرمانشاه ایران.

## جمعیت
براساس سرشماری سال ۱۳۸۵جمعیت آن ۵۶۸۲نفر (۱۲۸۵خانوار) بوده‌است. 